# Charles W. Eliot
Charles William Eliot (20 marzo 1834 – 22 agosto 1926) è stato un educatore statunitense che fu presidente dell'Università di Harvard dal 1869 al 1909, trasformando in questo periodo l'istituto in un importante centro di ricerca scientifica e un modello per il moderno sistema didattico americano.
Fu l'ideatore e il curatore della serie di 50 volumi di opere classiche da tutta la letteratura mondiale, di discorsi importanti e di documenti storici, denominata Harvard Classics.